# Wedding-Zentrum
Als Wedding-Zentrum bezeichnet man in der Berliner Verwaltung eine Bezirksregion in der Raumhierarchie der Lebensweltlich orientierten Räume seit 2006. Sie basieren auf der sozialen Analyse der Jugendhilfe und entsprechen der Ebene der Statistischen Gebiete der allgemeinen Statistik. Die Region entspricht zu großen Teilen dem Zentrum des ehemaligen Bezirks Wedding.

## Einordnung in der Hierarchie
- Ebene 1: Bezirk Mitte
- Ebene 2: Prognoseraum 04 Wedding
- Ebene 3: Bezirksregion 42 Wedding-Zentrum
- Ebene 4: Planungsraum 01 Reinickendorfer Straße
- Ebene 4: Planungsraum 02 Sparrplatz
- Ebene 4: Planungsraum 03 Leopoldplatz

## Lage
Durch die Verwaltungsreform am 1. Januar 2001 wurde der Altbezirk Wedding aufgelöst. Aus ihm entstanden die Ortsteile Wedding und Gesundbrunnen. Die Raumhierarchie folgt dieser Grenzziehung nicht, sondern verläuft entlang sozial gewachsener Strukturen. Westlich liegt die Bezirksregion Parkviertel mit dem Volkspark Rehberge, dem Schillerpark und die westliche Müllerstraße, die ungefähr dem Brüsseler Kiez entspricht. Im Osten liegen große Teile von Gesundbrunnen mit den beiden Regionen Soldiner Straße (Soldiner Kiez) und Gesundbrunnen.
Die Grenzen verlaufen überwiegend entlang von großen Verbindungsstraßen:
- Norden: Osloer Straße
- Osten: Pankstraße, Prinzenallee
- Süden: Gerichtstraße, Müllerstraße
- Südosten: Fennstraße
- Südwesten: Berlin-Spandauer Schifffahrtskanal bzw. die Straße Nordufer
- Westen: Luxemburger Straße, Müllerstraße, Seestraße

## Planungsraum Reinickendorfer Straße

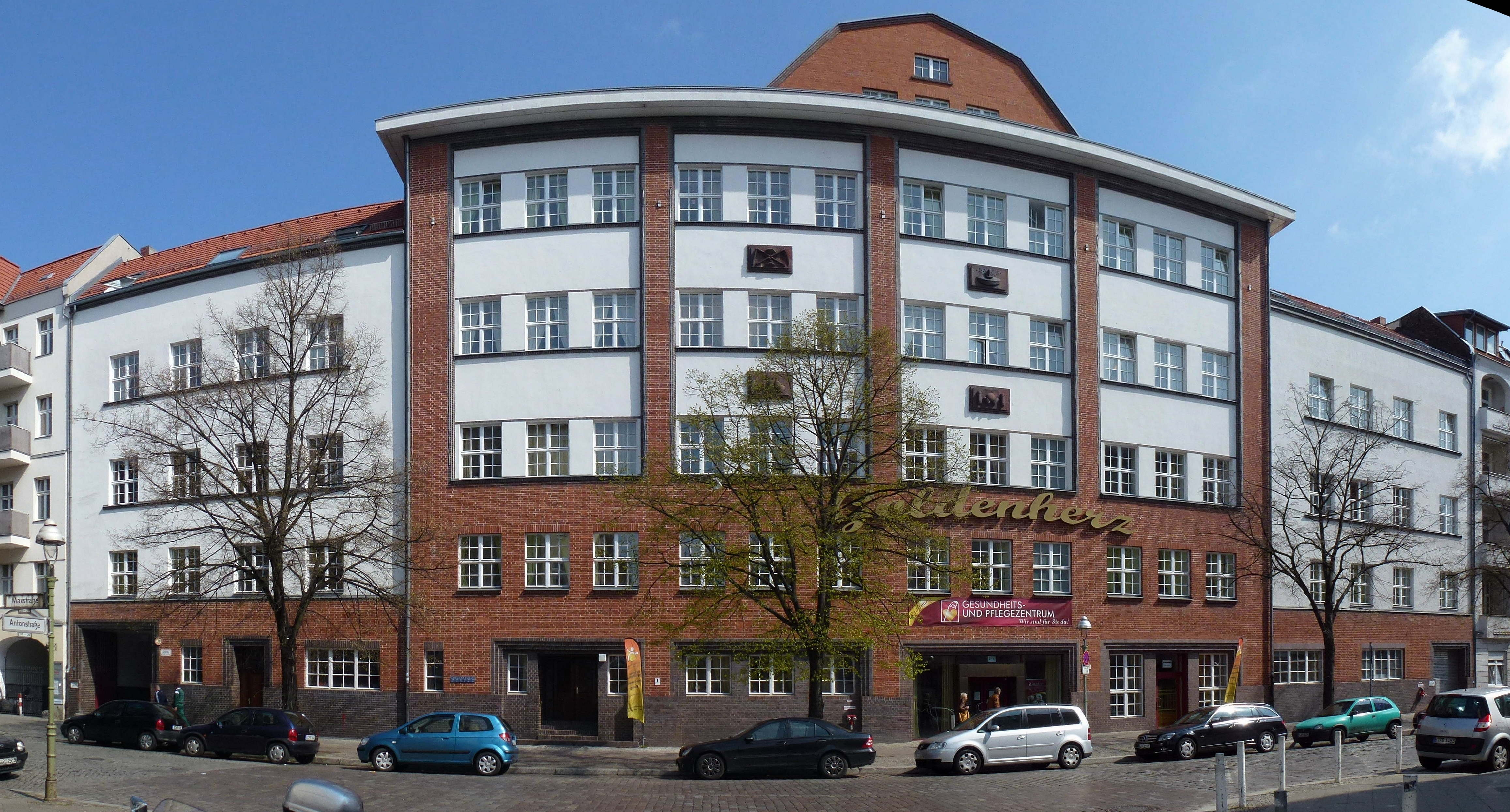
Ehemalige Brotfabrik in der Weddinger Maxstraße

Der Name wurde entsprechend der zentral gelegenen Reinickendorfer Straße gewählt, die hier ein Teilstück der Bundesstraße 96 bildet. Die Region bildet das östliche Zentrum und hat in Norden und Osten dessen Grenzen. Im Süden verläuft die Grenze entlang der Müllerstraße, während im Westen die Schulstraße mit ihrem umbenannten Teilstück Heinz-Galinski-Straße das Gebiet umschließt. Das Straßenbild wird vom Verlauf der Panke bestimmt, die hier entlang fließt, und das Gebiet teilt.
Wichtige Gebäude sind das Amtsgericht Wedding am Brunnenplatz (Berlin), der große Schulkomplex an der Antonstraße (Wedding-Schule), der Urnenfriedhof Gerichtstraße mit dem Krematorium Berlin-Wedding sowie das ehemalige Gewerbeobjekt der Großbäckerei Wittler.

## Planungsraum Sparrplatz

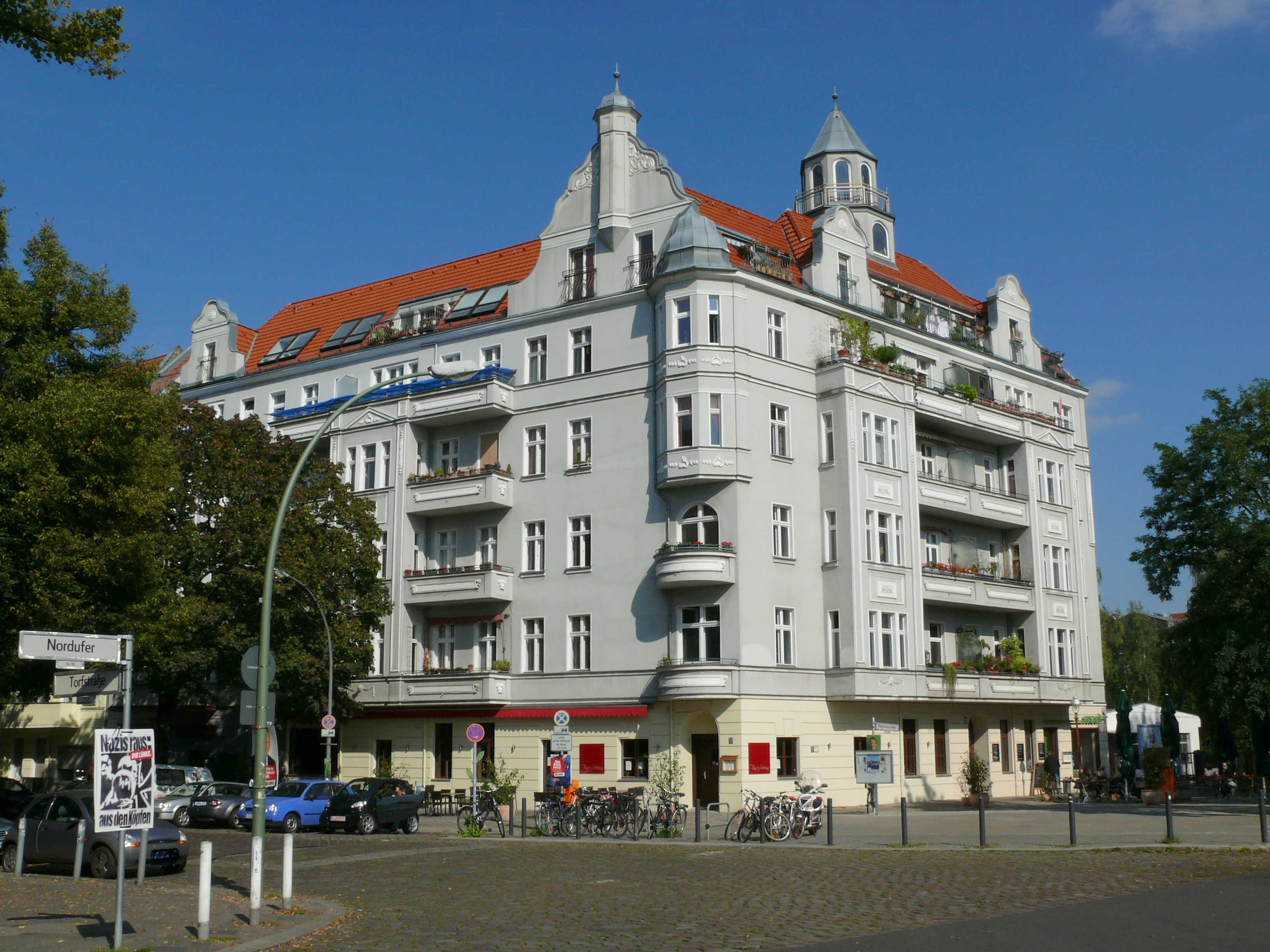
Blockrandbebauung Nordufer am Pekinger Platz

Siehe Hauptartikel Sprengelkiez

## Planungsraum Leopoldplatz

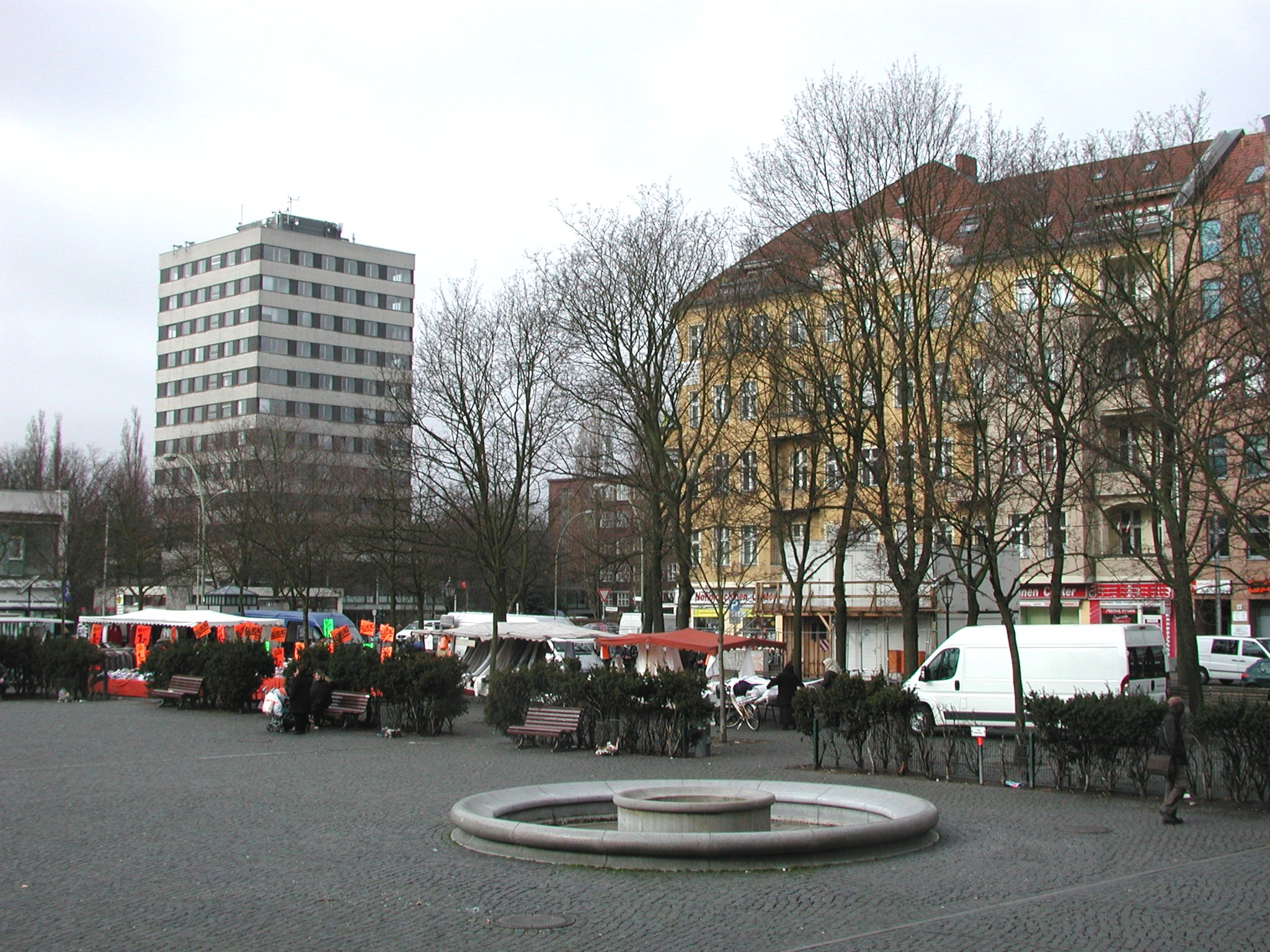
Brunnenanlage vor der Alten Nazarethkirche im Winter

Der Planungsraum wurde nach dem im Süden liegenden Leopoldplatz benannt. Auf ihm dominieren als Gebäude die Alte Nazarethkirche und die Neue Nazarethkirche. An der Reinickendorfer Straße im Nordosten befinden sich seit Ende des 19. Jahrhunderts verschiedene Pflegeeinrichtungen und Krankenhäuser. Das Jüdische Krankenhaus Berlin ist im Klinikbetrieb. Das 1890 fertiggestellte Kaiser- und-Kaiserin-Friedrich-Kinderkrankenhaus wurde im Zweiten Weltkrieg kaum beschädigt und bis 1995 als Kinderkrankenhaus genutzt. Von 1945 bis 1963 hieß es Städtisches Kinderkrankenhaus Wedding, von 1963 bis 1995 Rudolf-Virchow-Kinderkrankenhaus. Nach dem Nutzungsende als Kinderkrankenhaus befindet sich hier das Evangelische Geriatriezentrum Berlin.
Ebenso befinden sich hier Einrichtungen der Kaiser Wilhelm- und Augusta-Stiftung, der Bürgermeister Reuter Stiftung und anderer Anbieter. Als weiterer Stadtplatz liegt der Nauener Platz im Planungsraum, mit dem angrenzenden Haus der Jugend. Im Norden befindet sich das Gebäudeensemble der Osram-Höfe, einem ehemaligen Industriekomplex. Der Name leitete sich vom Unternehmen Osram ab, das dort bis 1988 Leuchtmittel produzierte. Angelehnt an diesen Komplex wird die Umgebung auch Osram-Kiez genannt. Dabei kommt es zur Überschneidung in der Zuordnung mit dem Leopoldkiez, zu dem auch einige Quartiere südlich der Schulstraße gezählt werden. Inmitten der Wohnbebauung befindet sich der Friedhof Turiner Straße. Er wurde 1866 als Garnisonfriedhof Müllerstraße angelegt. Ursprünglich befand sich an dieser auch der Haupteingang. 1950 wurden nicht zur Beerdigung genutzte Flächen des Vorgeländes verkauft und in Blockrandbebauung geschlossen. Der Eingang wurde an die Turiner Straße verlegt.